# Esteban Amat
Esteban Amat Lacroix (La Viña, 1968) es un empresario tabacalero y político argentino que actualmente se desempeña como Presidente de la Cámara de Diputados de la Provincia de Salta.

## Biografía
Esteban Amat Lacroix, más conocido como Tuty, nació en La Viña, Provincia de Salta, en el año 1968. Estudió en la Universidad Católica de Salta y desde 1988 es productor tabacalero.
En el año 2004, Tuty es elegido por otros productores tabacaleros como Presidente de la Cámara del Tabaco de Salta, cargo que mantiene hasta la actualidad siendo el presidente que más tiempo se desempeñó en el puesto. Amat supo manifestarse en contra de que el gobierno se quedase con el 70% de la recaudación por la venta de cigarrillos.

## Carrera Política
Tuty Amat llegaría por primera vez a la Cámara de Diputados de la Provincia de Salta en el año 2003 representando al Departamento La Viña. Obtendría la renovación de la única banca del departamento en el año 2007 y nuevamente en el año 2011. Siempre dentro de las filas del Partido Justicialista.
Esteban sería nuevamente candidato en el año 2015 a diputado provincial por su departamento natal dentro del Frente Justicialista Renovador, que unía las voluntades de muchos partidos pero los más importantes eran el Partido Justicialista y el Partido Renovador de Salta. Tuty sería uno de los tres precandidatos a diputado provincial por ese departamento, los otros dos dirimían la candidatura del frente Romero+Olmedo. Amat ganaría en las PASO con un total de 2.846 votos equivalentes al 58,71% de los votos válidos superando los 2.001 votos que conseguiría el frente opositor juntando los votos de sus dos precandidatos. En las elecciones generales Esteban Amat crecería en su caudal de votos llegando a 3.289 voluntades que significaban el 65,07% de los votos válidos, renovando así por tercera vez el mandato obtenido en 2003.
En las elecciones del año 2019, Amat Lacroix buscaría renovar su mandato de diputado provincial nuevamente pero esta vez dentro de las filas del frente Sáenz Gobernador que impulsaba al intendente de la capital salteña, Gustavo Sáenz, como gobernador. En las elecciones PASO, Amat sería el precandidato más votado logrando un total de 2.786 votos que significaban el 53,66% de los votos válidos, superando a los candidatos del Partido de la Victoria y del frente de Alfredo Olmedo. En las elecciones generales, Amat lograría renovar su banca por el periodo 2019-2023. Esteban lograría su mayor caudal de votos obteniendo un total de 3.416 voluntades que significaban el 62,96% de los votos válidos, superando a sus perseguidores inmediatos.
Tuty sería el hombre del consenso entre los diputados salteños y sería elegido por sus pares el 24 de noviembre de 2019 como Presidente de la Cámara de Diputados de la Provincia de Salta sucediendo así, al que fue por dieciséis años consecutivos presidente de la misma, Manuel Santiago Godoy. Amat le ganaría la pulseada a otros diputados como Ignacio Jarsún o Javier Diez Villa que serían elegidos como vicepresidente primero de la cámara y presidente del bloque Salta Tiene Futuro respectivamente.